# لی نیکولز
لی نیکولز (انگلیسی: Lee Nicholls؛ زادهٔ ۵ اکتبر ۱۹۹۲) بازیکن فوتبال اهل بریتانیا است.
از باشگاه‌هایی که در آن بازی کرده‌است می‌توان به باشگاه فوتبال بریستول راورز، باشگاه فوتبال ویگان اتلتیک، باشگاه فوتبال نورث‌همپتون تاون، باشگاه فوتبال آکرینگتون استنلی، باشگاه فوتبال شروزبری تاون، باشگاه فوتبال شفیلد ونزدی، و باشگاه فوتبال هارتل پول یونایتد اشاره کرد.
وی همچنین در تیم ملی فوتبال زیر ۱۹ سال انگلستان بازی کرده‌است.